# ماکنرود (تورینگن)
ماکنرود (به آلمانی: Mackenrode) یک شهر در آلمان است که در آیشسفلد واقع شده‌است. ماکنرود ۳۸۲ نفر جمعیت دارد.